# Secularizare

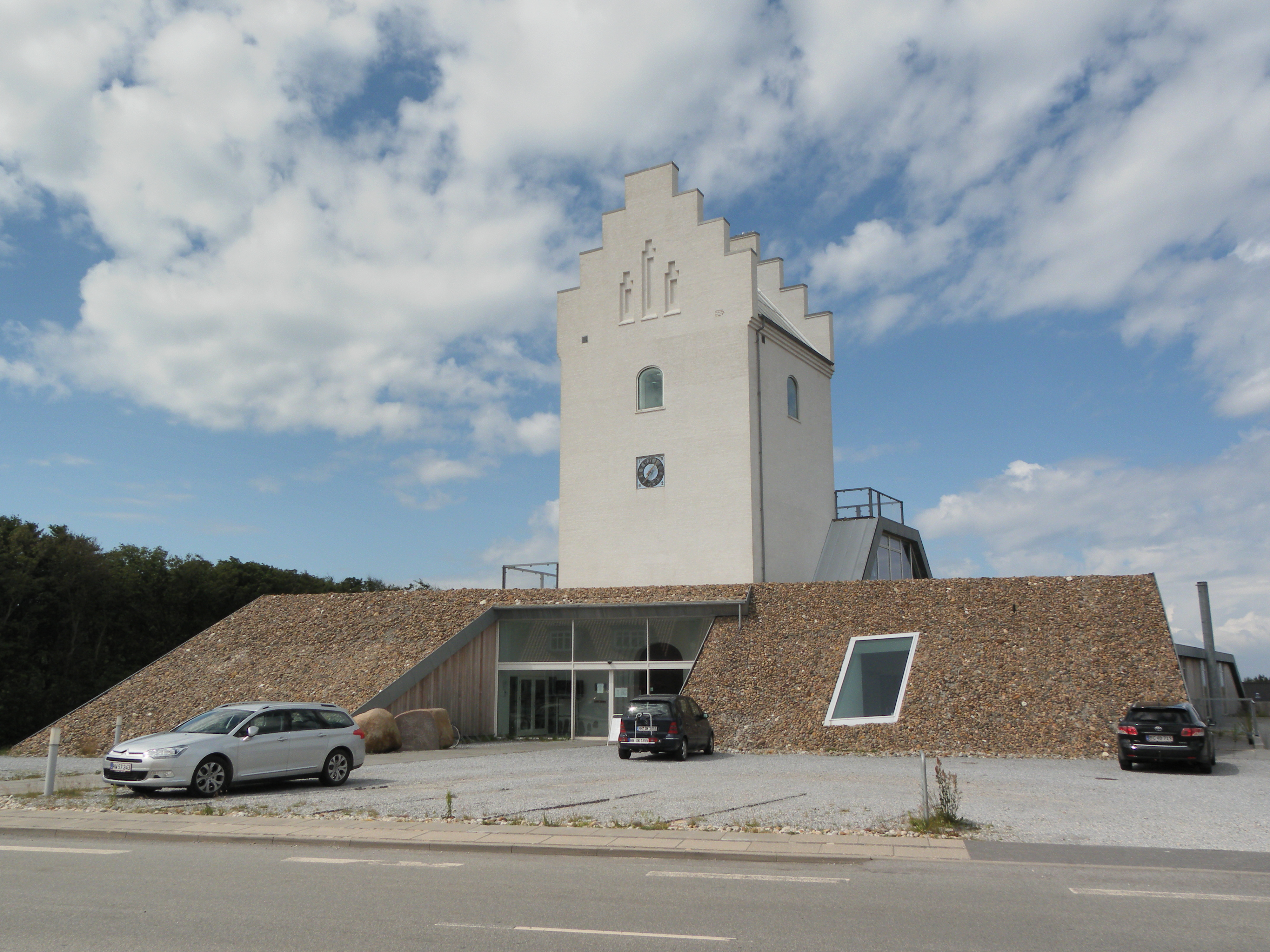
Biserica din Læsø, Danemarca, care a fost transformată în spa în 2008

În sociologie, termenul secularizare se definește ca fiind trecerea unei societăți de la identificarea strânsă cu valorile și instituțiile religioase, la valorile non-religioase și la instituții seculare. Ipoteza secularizării exprimă ideea că pe măsură ce societățile progresează, în special prin modernizare și raționalizare, autoritatea Bisericii scade în toate aspectele vieții sociale și în materie de conducere. Termenul „secularizare” poate apărea și în contextul eliminării restricțiilor monahale impuse unui cleric.
Secularizarea implică procesul istoric prin care religia își pierde însemnătatea socială și cea culturală. Ca urmare a secularizării, influența religiei în societățile moderne devine din ce în ce mai slabă. În societățile secularizate, credința nu are autoritate culturală, iar organizațiile religioase pierd din puterea de control asupra societății. 
Există mai multe curente, definiții și niveluri de sens în ceea ce privește secularizarea, atât ca teorie, cât și ca proces istoric.  Karl Marx (1818-1883) și susținătorii teoriei marxiste, printre care Sigmund Freud (1856-1939), Max Weber (1864-1920) și Émile Durkheim (1858-1917), au postulat că modernizarea societății ar însemna dispariția religiei și religiozității din plan social. Studiul acestui proces urmărește să determine modul în care, sau măsura în care, credințele, practicile și instituțiile religioase își pierd din valoarea socială. Unii teoreticieni susțin că secularizarea civilizației moderne se datorează parțial incapacității noastre de a adapta nevoile etice și spirituale mari ale omenirii la evoluția tot mai rapidă a științelor exacte.
În opoziție față de ipoteza „modernizării”, Christian Smith și alții susțin că elitele intelectuale și culturale promovează secularizarea pentru a-și îmbunătăți propriul statut și pentru a-și spori influența. Smith consideră că intelectualii au o tendință inerentă de a fi ostili culturii autohtone, determinându-o să îmbrățișeze secularismul.
Termenul „secularizare” are, de asemenea, înțelesuri complementare, în principal istorice și religioase. Istoric vorbind, secularizarea a însemnat, în secolele al XVI-lea - XVIII-lea,  trecerea sub control civil a terenurilor și clădirilor aflate în proprietatea bisericii. De exemplu, în secolul al XVI-lea Henric al VIII-lea al Angliei a recurs la desființarea mănăstirilor din Anglia, iar acțiunile ulterioare din timpul Revoluției franceze din secolul al XVIII-lea, precum și celelalte acțiuni întreprinse de guvernele europene anticlericale absolutiste, din secolele al XVII-lea și al XIX-lea, au dus la expulzarea și suprimarea comunităților religioase aflate sub conducerea lor. Kulturkampf din secolul al XIX-lea în Germania și Elveția, împreună cu alte evenimente similare în multe alte țări, au fost, de asemenea, manifestări ale secularizării.
O altă formă de secularizare se referă la episcopii principi sau la deținătorii unei poziții într-un ordin monahal sau militar - având în același timp autoritate religioasă și civilă sub Biserica Catolică - care s-au desprins de Biserica Catolică și au devenit conducători civili cu funcție ereditară (de obicei, protestanți). De exemplu, Gotthard Kettler (1517-1587), ultimul maestru al Ordinului livonian, convertit la luteranism, a confiscat (și deci și-a însușit) ținuturile Semigalliei și ale Curlandei pe care le deținea în numele ordinului - ceea ce i-a permis să se căsătorească și să lase urmașilor săi Ducatul de Courland și Semigallia . 
În anii 1960 secularizarea a început să se extindă în Europa de Vest, America de Nord, Australia și Noua Zeelandă. Transformarea societății a fost însoțită de factori sociali majori: prosperitate economică, revolta tinerilor împotriva regulilor și convențiilor sociale, mișcarea de eliberare a femeilor, teologia radicală și politica radicală.

## Istoric
Secularizării i se atribuie adesea schimbările culturale din societate, ca urmare a apariției raționalității și evoluției științei ca substitut al superstiției - Max Weber a numit această fază „dezvrăjirea lumii” - iar schimbările făcute de instituțiile religioase în încercarea de a ține pasul cu lumea sunt de asemenea asociate cu secularizarea. În etapele incipiente, secularizarea a însemnat o tranziție lentă de la tradițiile orale la o cultură a scrisului prin care se diseminează informațiile. Acest lucru a diminuat mai întâi autoritatea clerului ca și custode al Cuvântului lui Dumnezeu și deci al Cunoașterii. Ridicarea responsabilității educației de pe umerii familiei și comunității și punerea în grija statului are două consecințe: 
- Conștiința colectivă așa cum este definită de Durkheim se pierde;
- Religia devine o chestiune de alegere individuală, mai degrabă decât o obligație socială importantă.

O preocupare majoră în studiul secularizării o reprezintă măsura în care anumite tendințe precum scăderea prezenței în lăcașurile de cult ar indica o scădere a religiozității sau pur și simplu indică o privatizare a convingerilor religioase, ceea ce ar însemna că religia nu mai joacă un rol important în viața publică și nu influențează procesul decizional. 
Problema secularizării se pune și în diferite tradiții religioase. Guvernul Turciei este adesea dat ca exemplu pentru desființarea califatului otoman și fondarea republicii turce în 1923. Acest fapt a pus bazele democrației într-un cadru republican laic, aflat în opoziție cu un sistem a cărui autoritate se bazează pe religie. Ca unul dintre numeroasele exemple de modernizare a statului, acest exemplu prezintă secularizarea și democratizarea ca procese de consolidare reciprocă care se bazează pe separarea religiei de stat. În statele care sunt în mod clar laice, precum India, a fost necesară legiferarea pentru toleranță și respect între religii cu totul diferite, iar secularizarea Occidentului a fost un răspuns la vrajba deosebit de violentă din interiorul Creștinismului, dintre catolicism și protestantism. Unii au susținut, prin urmare, că secularizarea indiană este total diferită de cea occidentală deoarece se referă la autonomia față de reglementarea și controlul religiei. Considerațiile privind toleranța și independența reprezintă obiectivul oricărui stat secular.  

## Definiții
C. John Sommerville (1998) a identificat șase întrebuințări ale termenului secularizare în literatura științifică. Primele cinci se referă la „definiții”, în timp ce al șaselea reprezintă mai mult o „clarificare a utilizării termenului”:
1. Atunci când este vorba despre structurile macrosociale, secularizarea se referă la diferențiere: un proces în care diferitele aspecte ale societății, economia, politica, domeniul juridic și moral, devin din ce în ce mai specializate și se disting una de cealaltă.
2. Atunci când discutăm despre instituții private, secularizarea înseamnă transformarea unei instituții religioase într-o instituție seculară. Exemple ar fi evoluția instituțiilor, cum ar fi Universitatea Harvard, de la statutul de instituție preponderent religioasă la statutul de instituție laică (cu o școală de teologie care pune problema religiei sub semnul diferențierii sociale).
3. Dacă ne referim la activități, secularizarea presupune transferul de activități de la instituții religioase la cele seculare, cum ar fi trecerea de la furnizarea serviciilor sociale de către biserici la cele oferite de guvern.
4. La nivel de mentalități, secularizarea se referă la trecerea de la preocupările de perspectivă la cele imediate. De exemplu, indivizii din Occident au acum mai multe șanse să își modeleze comportamentul ca răspuns la consecințe imediat aplicabile, decât să fie preocupați de consecințele aplicabile post-mortem. Acest lucru poate însemna un declin spiritual personal sau o evoluție spre un stil de viață laic.
5. La nivelul populațiilor, secularizarea se referă la anvergura declinului religios înregistrat la nivelul de societate, spre deosebire de secularizarea la nivel individual ilustrată mai sus(4). Această abordare a conceptului de secularizare se distinge, de asemenea, de exemplul (1) de mai sus, prin faptul că se referă în mod special la declinul religios și nu la diferențierea socială.
6. Atunci când discutăm despre religie, termenul secularizare poate fi utilizat, fără a crea ambiguități, numai când ne referim la religie într-un sens generic. De exemplu, o trimitere la termenul „creștinism" este clară numai dacă se specifică despre ce confesiuni din cadrul religiei creștine se discută.

Abdel Wahab Elmessiri (2002) a trasat două direcții ale termenului secularizare: 
1. Secularizarea parțială: adică sensul comun al cuvântului care exprimă „separarea dintre religie și stat”.
2. Secularizarea completă: această definiție nu se limitează la definiția secularizării parțiale, ci îi lărgește sfera, înțelegând prin aceasta „separarea tuturor valorilor (religioase, morale și umane) nu doar de stat, ci și de natura umană manifestată în privat și în societate, astfel încât sfințenia să fie îndepărtată din lume, iar această lume să fie transformată într-un tot ce poate fi folosit și care să lucreze în folosul celor puternici ".

Phil Zuckerman diferențiază între secularizare forțată (Uniunea Sovietică, R.P. Chineză, Albania comunistă, etc.) și secularizare liberă și organică (din democrațiile considerate „occidentale”). Zuckerman consideră că dictaturile, atât cele pro-religie (țări cu religie de stat) cât și cele anti-religie (ateism de stat), produc încălcări severe ale drepturilor omului, discriminări și persecuții religioase. În schimb, secularizarea liberă și organică produce efecte politice, economice și sociale preponderent pozitive, iar temerea de decădere socială prin pierderea în masă a religiei este complet nejustificată, conform datelor sociologice empirice. Țările preponderent nereligioase o duc mult mai bine decât țările puternic religioase, iar același lucru rămâne valabil comparând harta sociologică și criminologică a SUA la nivel de state sau de ținute (comitate).

## Diferențierea socială și utilizarea termenului în sociologie
În sociologie, una dintre cele mai importante direcții ale secularizării este „diferențierea" care se concretizează prin specializarea diferitelor domenii ale activității sociale pe măsură ce societatea se modernizează. Sociologii europeni, influențați de antropologie, erau interesați de procesul de transformare din așa-numitele societăți primitive în societăți din ce în ce mai avansate. În Statele Unite, accentul a fost inițial pus pe schimbare ca etapă a progresului, dar Talcott Parsons s-a reorientat asupra subiectului societății văzută ca un sistem imersat într-un proces constant de diferențiere sporită, pe care l-a perceput ca un proces în care noi instituții preiau sarcinile necesare pentru ca o societate să supraviețuiască atunci când instituțiile monolitice de la începuturi se destramă. Este vorba de o descentralizare de la instituții unice, mai puțin diferențiate, la o subcategorie de instituții din ce în ce mai diferențiată.
După ce Parsons l-a introdus, conceptul de diferențiere a fost folosit la scară largă. După cum afirma și José Casanova, „miezul și teza centrală ale teoriei secularizării reprezintă conceptualizarea procesului de modernizare a societății ca proces de diferențiere funcțională și emancipare a sferelor seculare - în primul rând, statul, economia și știința - din sfera religioasă și diferențierea și specializarea concomitentă a religiei în sfera sa spirituală recent descoperită". Casanova prezintă de asemenea diferențierea ca o teorie a „privatizării" religiei, lucru pe care îl și critică parțial. Deși a criticat unele aspecte ale teoriei secularizării din perspectiva sociologiei tradiționale, David Martin susține că noțiunea de diferențiere socială a fost "instrumentul de cel mai mare folos" pentru secularizare.

## Teme de actualitate în sfera secularizării
În prezent, secularizarea, înțeleasă din perspectiva occidentală, este supusă dezbaterilor în sociologia religiilor. În lucrările sale Legitimacy of the Modern Age (1966) și The Genesis of the Copernican World (1975), Hans Blumenberg respinge ideea unei continuități istorice - fundamentală pentru așa-numita „teoremă a secularizării”; în viziunea sa,  Epoca modernă reprezintă o epocă caracterizată de independență, opusă Antichității și Evului Mediu, printr-o retrezire a curiozității umane ca replică la absolutismul teologic. „Blumenberg are în vedere argumentul lui Löwith potrivit căruia progresul este secularizarea credințelor ebraice și creștine și susține contrariul afirmației că epoca modernă, și inclusiv încrederea sa în progres, a rezultat dintr-o nouă autoafirmare laică a culturii împotriva tradiției creștine.” Wolfhart Pannenberg, discipolul lui Löwith, a continuat dezbaterea împotriva lui Blumenberg.
Charles Taylor în cartea „A Secular Age” contestă ceea ce el numește „teza respingerii” - conform căreia religia pierde din ce în ce mai mult teren în tot mai multe aspecte ale vieții sociale din cauza științei. 
Susținătorii „teoriei secularizării” indică un declin al religiei la scară largă în Occident, în special în Europa. Unii savanți (de ex.  Rodney Stark, Peter Berger) susțin că nivelul de religiozitate nu este în declin, în timp ce alți savanți (de ex. Mark Chaves, N.J. Demerath) contraargumentează prin introducerea ideii de neo-secularizare, care extinde definiția secularizării pentru a include declinul autorității religioase și al capacității acesteia de a influența societatea. 
Cu alte cuvinte, în loc să folosească numărul apostaților ca unică unitate de măsură a secularității, neo-secularizarea argumentează prin faptul că din ce în ce mai mulți oameni caută dincolo de religie o poziție de autoritate. Adepții neo-secularizării susțin că religia își pierde din autoritate când vine vorba de subiecte precum contracepția și că religia își pierde din autoritate în favoarea secularizării, chiar dacă numărul celor cu o apartenență religioasă nu pare să fie în declin în Statele Unite (subiectul e încă în discuție). 
În încheiere, unii susțin că forțele demografice compensează procesul de secularizare și pot face acest lucru într-o asemenea măsură încât indivizii se pot îndepărta constant de religie, chiar dacă societatea devine mai religioasă. Acest lucru se întâmplă mai ales în societăți precum Israel (cu sioniștii și iudaismul ortodox), unde grupările religioase consacrate au o rată a natalității cu mult mai ridicată decât natalitatea în rândul laicilor. Factorul religios contribuie într-o măsură mai mare sau mai mică la încurajarea natalității în toate țările, dar are o amploare mai mare în Occident din cauza imigrației religioase. De exemplu, chiar dacă albii nativi au devenit mai seculari, Londra, capitala Marii Britanii, a devenit mai religioasă în ultimii 25 de ani, deoarece propovăduitorii religiilor și descendenții acestora au avut o contribuție majoră asupra ponderii populației. În plan general, problema secularizării a generat dezbateri serioase (și uneori aprinse) în domeniul științelor sociale.
Conform unor studii recente, două condiții fac foarte probabilă secularizarea: libertate religioasă + modernizare (societate industrială sau post-industrială). În țările cu religie impusă de stat oamenii susțin că sunt religioși chiar dacă în mod sincer s-ar considera necredincioși sau atei, prin urmare procentajul religioșilor este umflat artificial.

## Evoluția secularizării pe regiuni

### Statele Unite
1870-1930. Christian Smith a studiat impactul secularizării asupra vieții sociale americane din anii 1870 și 1930. El a menționat că, în 1870, o biserică protestantă a acaparat cultura americană și instituțiile publice. Cu toate acestea, până la începutul secolului XX, pozitivismul a renegat metoda baconiană (care până atunci consolidase teologia naturală), iar învățământul superior a fost complet secularizat. În doar un deceniu (1910) „realismul juridic” s-a impus atenției publice, reducând importanța unei baze religioase în practica Dreptului. În aceiași ani, au apărut edituri care erau independente de instituția protestantă. În anii 1920 secularizarea s-a extins în cultura populară, iar școlile publice nu mai erau sub tutela culturii protestante. Deși publicul era încă foarte religios în acea vreme, până în 1930, vechea instituție protestantă a ajuns în „ruine”.
Smith susține că cheia spre asimilarea secularizării a reprezentat-o ascensiunea unei clase intelectuale de elită, sceptică la tradiția religioasă, dar influențată de tradiția iluministă europeană. Aceștia au vrut dinadins să înlăture de la putere o instituție protestantă care era un impediment în împlinirea viziunii lor.
2008-2017. Sondajele anuale Gallup din perioada 2008 - 2015 au arătat că fracțiunea americanilor care nu aparțin vreunei religii anume a crescut constant de la 14,6% în 2008 la 19,6% în 2015. În același timp, fracțiunea americanilor identificați drept creștini a scăzut de la 80,1% la 75%. Această tendință a continuat până în 2017, când 21,3% dintre americani nu s-au asociat unei identități religioase. Dat fiind că situația în cazul religiilor necreștine a rămas cam aceeași (aproximativ 5% din populație în perioada 2008 până în 2015) procesul secularizării pare să fi afectat în primul rând creștinii.
În 2021 a devenit clar că SUA sunt o țară majoritar seculară: doar 47% din americani fac parte dintr-o biserică, sinagogă sau moschee. Este prima oară în istoria SUA când se întâmplă acest lucru. Datele sunt din anul 2020. Conform The Guardian, cauza este alergia americanilor la impunerea religiei (normelor și valorilor religioase) prin politică.
Multă vreme s-a crezut că SUA sunt o țară occidentală (singura) exceptată de la secularizare. După terminarea Războiului Rece, declinul religiozității din SUA a devenit rapid, deoarece americanii nu mai au niciun interes să mențină aparența că ar fi în continuare religioși dacă nu mai sunt așa, ceea ce pe timpul Războiului Rece ar fi stârnit represalii economico-politice datorate luptei guvernului american contra comunismului ateu (ateii din SUA fiind priviți drept suspecți).

### Marea Britanie

#### Istoric
În Marea Britanie, fenomenul secularizării și-a făcut apariția mult mai târziu decât în majoritatea Europei de Vest. A început în anii 1960 ca parte a unei revoluții sociale și culturale de avengură. Până atunci, anii postbelici au cunoscut o renaștere a religiozității în Marea Britanie. Sociologii și istoricii s-au angajat în analize viguroase cu privire la momentul declanșator, amploarea și cauzele secularizării în Marea Britanie.
Regalitatea, aristocrația și nobilimea locală influentă au constituit un important sistem de ajutor pentru religia organizată. Acest sprijin a dispărut în secolul XX, deoarece elitele locale nu mai erau atât de puternice, sau atât de puternice din punct de vedere financiar, încât să subvenționeze activitățile preferate. În districtele unde se exploata cărbunele, industriile locale finanțau de obicei capelele locale, dar acest obicei a luat sfârșit  când industria a început să întâmpine dificultăți, iar minerii sindicalizați nu doreau ca elita locală să se amestece în afacerile locale. Acest lucru a permis adepților secularizării să câștige mai mult teren.

#### Studii recente
Sondajul anual desfășurat British Social Attitudes și sondajul bienal desfășurat de European Social Survey sugerează că numărul britanicilor care se identifică drept creștini a scăzut de la 55% (în 1983) la 43% (în 2015). În timp ce membrii religiilor necreștine - în principal musulmani și hinduși - s-au cvadruplat, iar cele non-religioase („nones”) constituie acum 53% din populația britanică. Cel puțin șase din 10 persoane „nones” au fost crescute în religia creștină, în special ca anglicani sau catolici. Doar 2% din „nones” au fost crescuți în alte religii decât creștinismul.
Cei care au fost crescuți ca practicanți ai unei religii, dar care acum nu se identifică cu niciuna, așa-numiții „non-verts”, au înregistrat un procent diferit de renunțare la religie, respectiv 14% în cazul evreilor, 10% în cazul musulmani și sikhilor și 6% în cazul hindușilor. Procentul laicilor care se convertesc este mic: 3% se identifică acum ca anglicani, mai puțin de 0,5% se convertesc la catolicism, 2% se alătură altor culturi creștine și 2% se convertesc la credințe necreștine.
Majoritatea populației Marii Britanii este necredincioasă religios.

### Continentul european
Olanda, Republica Cehă, Suedia, Norvegia și Estonia sunt țări în care majoritatea populației este ateistă, agnostică sau indiferentă religios.

### Asia
Japonia, R.P. Chineză și Coreea de Sud sunt țări cu credința în zei extrem de scăzută.

#### India
Hinduismul, care este religia dominantă în India și a fost definit ca o „cultură și civilizație cu rădăcini până în Antichitate”, este „complet laic”. India, ulterior declarării independenței, a devenit un stat laic cu caracter asertoric (declarat formal în Constituție dar stat pro-hindus, anti-islamic și anti-creștin în practică).

#### China
În concepția tradițională, cultura chineză care a fost influențată de învățăturile confucianiste secole la rând este, la bază, laică.
Chang Pao-min prezintă succint consecințele istorice ale secularizării foarte timpurii care a avut loc în China:
 Secularizarea timpurie a societății chineze, care trebuie identificată ca marcă a modernității, [...] a lăsat China, ironia sorții, fără un model de referință puternic și stabil de moralitate și lege, secole la rând. Toate acestea înseamnă pur și simplu că goana după bogăție, după putere sau simpla luptă pentru supraviețuire pot fi și au fost adesea crâncene, fără nicio mustrare de conștiință. [. . . ] Odată cu secularizarea timpurie a societății chineze, societate care era la fel de tânără, dispariția feudalismului și a aristocrației ereditare, o altă dezvoltare remarcabilă, China, mai repede decât oricare altă țară, a devenit un sistem unitar politic, cu un singur centru de putere. De asemenea, societatea chineză a renăscut într-o societate mult mai egalitaristă decât Europa de Vest și Japonia.
În acest cadru de presupusă secularizare, regimul Partidului Comunist Chinez, aflat la puterea Republicii Populare Chineze din 1949, a promovat secularizarea fără constrângeri.

### Țările arabe
Multe țări din lumea arabă au indicatori clari că secularizarea ar lua amploare și în această zonă. De exemplu, în Egipt, sprijinul pentru impunerea șariei (legea islamică) a scăzut de la 84% în 2011 la 34% în anul 2016. De asemenea, egiptenii se roagă mai puțin: dintre egiptenii mai în vârstă (peste 55 de ani), 90% s-au rugat zilnic în 2011. În rândul generației tinere (18-24 ani), proporția respectivă era de doar 70%. În schimb, în anul 2016, aceste cifre au scăzut la < 80% (55+ ani) și < 40% (18-24 ani). Celelalte grupe de vârstă se situau între aceste valori. În Liban și Maroc, numărul de persoane care ascultă recitalurile zilnice ale Coranului a scăzut la jumătate din 2011 până în 2016. Unele dintre aceste schimbări par să fie determinate de necesitate. De exemplu, stagnarea veniturilor obligă femeile să muncească și să contribuie la veniturile gospodăriei. Costul de trai din ce în ce mai ridicat întârzie căsătoria și, în consecință, par să încurajeze sexul pre-conjugal. Cu toate acestea, în alte țări, cum ar fi Iordania și Palestina, sprijinul pentru șaria și ideile islamiste par să înflorească. Chiar și în țările în care secularizarea e în ascensiune există critici. De exemplu, președintele Egiptului, Abdel-Fattah al-Sisi, a interzis sute de ziare și site-uri web care ar putea face auzită opoziția.